# Simmerbølle Sogn
Simmerbølle Sogn ist eine Kirchspielsgemeinde (dän.: Sogn)
auf der Insel Langeland im Großen Belt im südlichen Dänemark.
Bis 1970 gehörte sie zur Harde Langelands Nørre Herred im damaligen Svendborg Amt, danach zur Rudkøbing Kommune im
Fyns Amt, die im Zuge der  Kommunalreform zum 1. Januar 2007 in der
Langeland Kommune in der Region Syddanmark aufgegangen ist.
Im Kirchspiel leben 740 Einwohner (Stand: 1. Januar 2023).
Im Kirchspiel liegt die Kirche „Simmerbølle Kirke“.
Nachbargemeinden sind im Nordosten Tullebølle Sogn, im Südosten Longelse Sogn, im Süden Skrøbelev Sogn und im Südwesten Rudkøbing Sogn.